# Micrathena marta
Micrathena marta là một loài nhện trong họ Araneidae.
Loài này thuộc chi Micrathena. Micrathena marta được Herbert Walter Levi miêu tả năm 1985.